# میتسوبیشی اف-ایکس
میتسوبیشی اف-ایکس (انگلیسی: Mitsubishi F-X) یک پروژه جنگنده نسل ششم برای نیروی هوایی ژاپن خواهد بود. صنایع سنگین میتسوبیشی پیمانکار اصلی این پروژه است و با ورود این جنگنده به خدمت، میتسوبیشی اف ۲ از نیروی هوایی بازنشسته خواهد شد.

## پس‌زمینه
در سال ۱۹۹۷ و پس از رد درخواست نیروی هوایی ژاپن برای شریک شدن در پروژه لاکهید مارتین اف-۲۲ رپتور و پافشاری آمریکا برای صادر نکردن این هواپیمای پیشرفته به جهان، نیروی هوایی ژاپن تصمیم گرفت هواپیمایی با همین ویژگی برای خود طراحی کند. بنا بر این تصمیمگیری، پروژه‌ای مشابه با اف-۲۲ برای کسب دانش و تجربهٔ کافی ایجاد شد و آن پروژه میتسوبیشی ایکس۲ شین‌شین نام گرفت. در سال ۲۰۱۷ ژاپن و بریتانیا قراردادی برای به اشتراک گذاری دانش امضاء کردند که پیش‌برنده طرح ژاپنی و طرح انگلیسی تمپست برای جنگنده آینده دو کشور باشد. همزمان با این همکاری، شرکت بوئینگ پیشنهاد کرد که جنگنده‌ای بر پایهٔ اف-۱۵ ایگل یا اف-۱۸ سوپر هورنت را برای ژاپن طراحی کند؛ شرکت بی‌ای‌ئی سیستمز پیشنهاد توسعهٔ یوروفایتر تایفون را به ژاپن ارائه کرد. شرکت لاکهید مارتین پیشنهاد ساخت یک جنگنده دورگه از ترکیب دو جنگنده اف-۳۵ و اف-۲۲ را پیشنهاد نمود و نورثروپ گرومن نیز طرحی قدیمی موسوم به نورثروپ وای‌اف-۲۳ را برای توسعه پیشنهاد کرد.
در سال ۲۰۱۸ میلادی پیشنهاد مربوط به یوروفایتر تایفون و اف-۱۵ ایگل و اف-۱۸ موفق به کسب امتیاز لازم برای تأمین نیازهای نیروی هوایی ژاپن نشدند و از فهرست گزینه‌های وزارت دفاع ژاپن خط خوردند و وزارت دفاع اعلام کرد که علاقه‌ای برای توسعهٔ این سه پلتفرم ندارد. یوروفایتر و اف-۱۵ به دلیل قدیمی بودن مردود شدند. درحالیکه گزینه لاکهید مارتین مبنی بر ادغام ویژگیهای اف-۲۲ و اف-۳۵ به دلیل هزینه‌های بسیار زیاد آن مردود شد. ژاپن نیز اطمینان داشت که لاکهید مارتین هرگز از فناوری اف-۲۲ در جنگنده جدید استفاده نخواهد کرد و به چنین مشارکتی اعتماد نداشت. در ۲۷ مارس ۲۰۲۰ ژاپن رسماً پیشنهاد شرکتهای بی‌ای‌ئی سیستمز و بوئینگ و لاکهید مارتین را رد کرد. طبق گزارش، گزینهٔ لاکهید مارتین برای ساخت جنگنده ادغام شدهٔ جدید، قیمتی برابر با ۱۷۷ میلیون دلار آمریکا گذاشته بود که برای ژاپن پذیرفتنی نبوده‌است.
در اوایل سال ۲۰۱۹ میلادی دولت ژاپن رسماً اعلام کرد که قصد ساخت یک جنگنده بومی با توانایی‌های نسل ششم را دارد تا با از بین بردن وابستگی، هزینه‌های پشتیبانی و تأمین قطعات را کاهش دهد. طبق گزارش ژاپنی، این پروژه ۱۵ سال زمان برمی‌دارد و با استفاده از صنایع بومی ژاپن تکمیل خواهد شد. البته ژاپن اعلام کرد که شرکتهای مردود شده هنوز می‌توانند به عنوان «همکاران جزء» برای تأمین برخی از قطعات هواپیما، در پروژه ژاپنی مشارکت داشته باشند. شرکت سوبارو نیز آمادگی خود را برای همکاری با این پروژه اعلام کرد. طبق برآوردهای شرکت میتسوبیشی در سال ۲۰۲۰ اعلام شد که اولین پیش‌نمونه در سال ۲۰۲۴ ارائه خواهد شد، اولین پرواز آن در سال ۲۰۲۸ خواهد بود و در سال ۲۰۳۱ جنگنده در آستانه پیوستن به نیروی هوایی خواهد بود. همچنین در سال ۲۰۲۱ ژاپن با رولز رویس برای تأمین موتور این هواپیما رایزنی کرده‌است.

## ویژگی‌ها

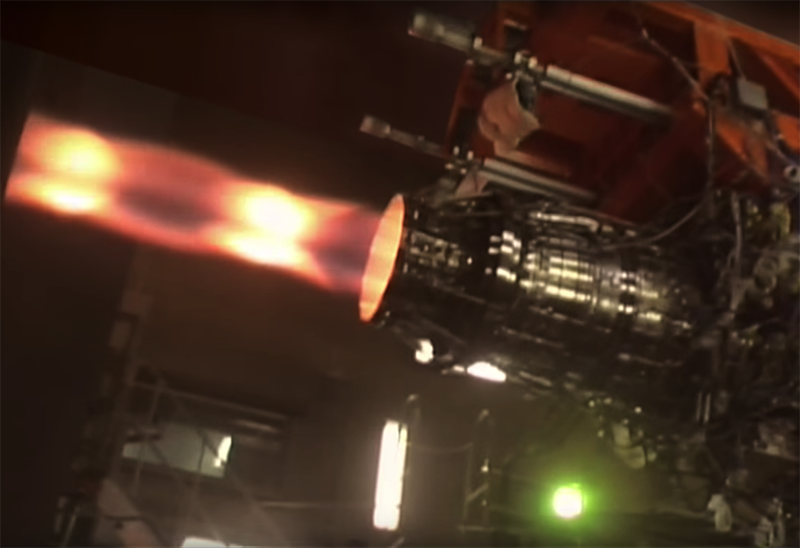
موتور ایکس‌اف۹ ژاپنی یکی از گزینه‌های احتمالی برای تأمین موتور جنگنده اف-ایکس است.

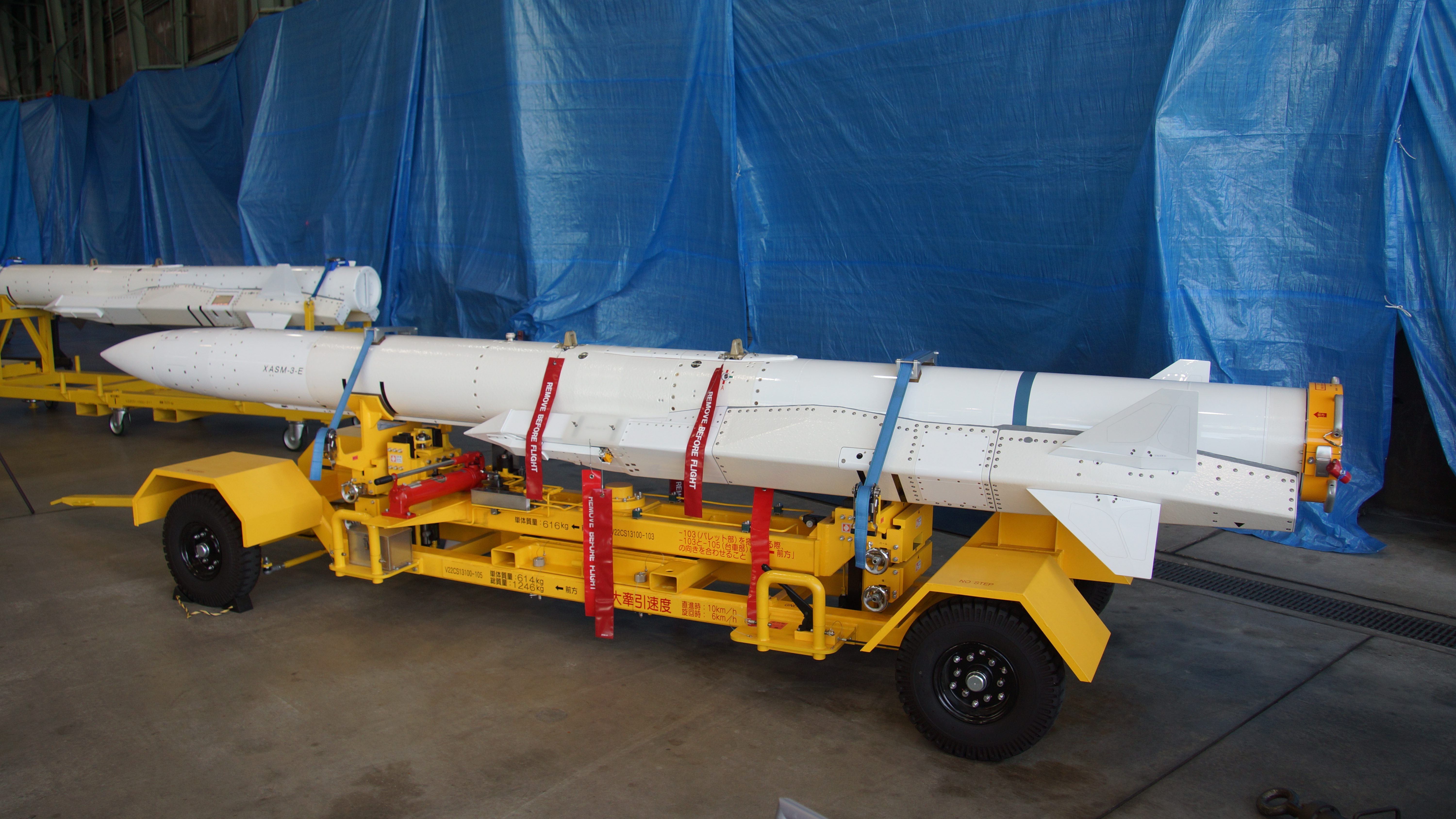
موشک ضدکشتی ASM3 یکی از موشکهای برتر در این جنگنده خواهد بود.

طبق گزارش ژاپنی، هیدرولیک متعارف جنگنده‌ها به دلیل عدم اطمینان دیگر استفاده نمی‌شود و جای خود را به سامانه‌های الکترونیکی خواهند داد. قطعات بدنه به وسیله اتصال‌دهنده‌های کامپوزیت به هم متصل خواهند شد و در بدنه آن سپر حرارتی و پلیمر تقویت شده با الیاف کربن به کار خواهد رفت تا وزن کاهش یابد. برای ساخت هواپیما از روش اجزاء محدود استفاده خواهد شد که طراحی به کمک رایانه انجام خواهد گرفت. با طراحی نوین بدنه و ساده‌سازی آن، زمان کار کارکنان خط تولید برحسب نفر-ساعت، به میزان ۱۱/۶ درصد کاهش خواهد یافت و در بخش کارکنان خط تولید نیز ۶۶ درصد از تعداد نیروهای کارمند کاسته خواهد شد. از آنجایی که قطعات اویونیک حرارت ایجاد می‌کنند، به وسیله یک سامانه آب‌خنک و بکارگیری روش تبرید تراکم-بخار از حرارت تولید شده جلوگیری می‌شود تا رادارگریزی افزایش یابد. برای افزایش رادارگریزی از فراماده استفاده می‌شود تا بازتاب امواج راداری کاهش یابند؛ این مواد از فلزات کوچک و دی‌الکتریک ساخته شده‌اند. این مواد در رادار دوپلر پالس نیز استفاده می‌شوند.

### اویونیک
به منظور جلوگیری از شناسایی شدن و افزایش رادارگیزی این جنگنده، یک دستگاه رادار آرایه اسکن الکترونیکی فعال و سنسور فرکانس رادیویی پسیو برای آن درنظر گرفته شده‌است که یک دوربین فروسرخ بعنوان مکمل دارد. هم رادار و هم سنسور فرکانس رادیویی هردو از جنس نیترید گالیم ساخته شدند تا کارایی آنها افزایش یابد. این رادار برپایهٔ طرح J/APG-1 ساخته شده که در جنگنده میتسوبیشی اف ۲ به کار رفته‌است و شباهت زیادی به رادار AN/APG81 دارد. همچنین کلاه‌خود خلبان دارای دوربین، دامنهٔ دید عریض و صدای سه‌بعدی خواهد بود.

### همراهی با پهپاد
ژاپن می‌خواهد پهپاد رزمی به‌نام «پهپاد رزمی پشتیبان» بسازد که بتواند در کنار اف-ایکس عمل کند. این پهپاد شبیه ایکس‌کیو-۵۸ یا ام‌کیو-۲۸ خواهد بود و به‌عنوان «پهپاد هم‌پر» در کنار جنگنده پرواز خواهد کرد. دو نسخه از این پهپاد طراحی خواهد شد؛ یکی که حامل حسگرها است و باید اهداف را بیابد، و دومی که مهمات را شلیک می‌کند و موشک‌ها را دور از هواپیمای اصلی هدایت می‌کند. هر دو نسخه طراحی مشابهی دارند. انتظار می‌رود این پهپادها تا دهه ۲۰۳۰ به‌طور کامل توسعه یابند.

## سیاست خارجی و ژئوپولیتیک
گریگ روبنستین عضو موقوفه کارنگی برای صلح بین‌المللی اینگونه عنوان کرد که پس از برگزیت نگاه انگلستان رو به فرای اروپا رفته‌است و این می‌تواند هم‌پیمانان جدیدی برای انگلستان در فرامنطقه اروپا ایجاد کند. ژاپن نیز می‌خواهد از آمریکا استقلال پیدا کند و همکاری‌های ژاپن و بریتانیا موجب ناخرسندی آمریکا شده‌است. ساخت جنگنده اف-ایکس باعث می‌شود ژاپن قدرت خود را به رخ روسیه و چین بکشد و در شرق آسیا از همتایان خود چین و کره جنوبی در زمینه صنعت هوایی عقب نیفتد. با از سرگیری مناقشه جزایر سنکاکو و دریای جنوبی چین و افزایش خطرات کره شمالی نیاز ژاپن به یک نیروی هوایی برتر برای مقابله با جنگنده‌های چینی شنیانگ جی-۱۱، شنیانگ جی-۱۶، شن‌یانگ اف‌سی-۳۱ و چنگدو جی-۲۰ محسوس است و خطرات این کشورها را دفع خواهد کرد.
از آنجایی که امروزه بیش از ۹۰درصد از جنگنده‌های موجود در جهان ساخت کشورهای آمریکا، روسیه، فرانسه، بریتانیا و سوئد هستند، ساخت جنگنده ژاپنی و صادرات آن می‌تواند قدرت را از غرب به آسیا-اقیانوسیه تغییر دهد و از هژمونی غرب و به‌ویژه آمریکا در این صنعت بکاهد.